# Vorey
Vorey település Franciaországban, Haute-Loire megyében. Lakosainak száma 1466 fő (2022. január 1.). Vorey Beaulieu, Bellevue-la-Montagne, Chamalières-sur-Loire, Roche-en-Régnier, Saint-Geneys-près-Saint-Paulien, Saint-Pierre-du-Champ és Saint-Vincent községekkel határos.

## Népesség
A település népessége az elmúlt években az alábbi módon változott:
| Lakosok száma | 1153 | 1276 | 1315 | 1435 | 1440 | 1419 | 1447 | 1454 | 1450 | 1466 |
|               | 1968 | 1982 | 1990 | 2006 | 2013 | 2015 | 2017 | 2019 | 2020 | 2022 |